# Чорномаз Павло Олегович
Павло́ Оле́гович Чорнома́з (нар. 8 липня 1990, Дубно Рівенської області) — український футболіст, півзахисник.

## Біографія
Розпочав займатись футболом в «Вересі», а у 2006—2007 роках виступав в ДЮСШ за «Волинь», зігравши 23 матчі, в яких забив у них 9 голів.
Улітку 2007 року Павло у складі збірної Волинської області, сформованої з молодих футболістів «Волині» став переможцем третіх Всеукраїнських літніх спортивних ігор молоді. У відбірковому турнірі, котрий відбувався наприкінці червня — на початку липня у Луцьку, волиняни впевнено посіли перше місце, а у фіналі, який проходив у Києві, перемігши луганців та вінничан, вийшли до фіналу. У вирішальному поєдинку на НСК «Олімпійський» волинська команда здолала киян з рахунком 4:2.
У першій лізі чемпіонату України Павло дебютував 4 травня 2008 року в матчі проти ФСК «Прикарпаття». Усього на професійному рівні за «Волинь» зіграв 18 матчів.
Із 2009 року виступав за кіровоградську «Зірку», в якій за 2,5 сезони в першій лізі провів 65 матчів.
Протягом 2012 року грав за білоцерківський «Арсенал» (20 матчів, 2 голи), після чого цілий рік був вільним агентом.
На початку 2014 року повернувся до «Волині», підписавши з рідною командою контракт.
Наприкінці липня 2016 року став гравцем «Тернополя», але вже у вересні того ж року залишив команду.